# Björnberg (adelsätt)
Björnberg är en svensk adlig ännu levande ätt. En friherrlig gren av ätten är utslocknad.
I Anreps ättartavlor uppges en Lars Larsson i Ingelsby som ättens stamfader. Denne skulle ha varit far till Joen Larsson, som Anrep förser med släktnamnet Upplänning utan att förklara ett eventuellt samband med den medeltida frälseätten med namnet. Riddarhuset uppger numera istället att Joen Larssons far var en borgare i Bogesund och borgmästare i Skövde stad, Lars Joensson (död ca 1621).
Den ovan nämnde Joen Larsson (Upplänning) var fogde i Kåkinds och Valle härader samt vice lagman. Hans första hustru var dotter till prosten i Foglö, Nicolaus Johannis, och den andra hustrun, från vilken ätten fortlevde på svärdssidan, Christina Bergin, var dotter till prosten i Skövde Gunnar Bergin och Anna Molithæa.
Joen Larsson adlades den 30 juni 1646 av drottning Kristina under namnet Biörnbärg. Ätten introducerades på Riddarhuset som nr 359 den 2 mars 1647. Joen Larsson Björnberg föddes i Bogesund 1589 och dog på säteriet Ingelsby på nyårsafton 1663. Han begravdes i Kyrkefalla kyrka och hans begravningsvapen finns fortfarande kvar i denna kyrka. Joen Larsson Björnbergs söner ansökte 1686 om vapenförbättring, vilken beviljades. Både det ursprungliga vapenbrevet och vapenförbättringsbrevet förvaras på Kungliga Biblioteket.
Motiveringen till adlandet var, enligt det ursprungliga sköldebrevet från 1646, att han i sista danska fejden på egen bekostnad rekryterat och utrustat åtskilliga ryttare och dragoner samt att han lånat ut pengar till Kronan.
Vad som år 1646 avsågs med ”sista danska fejden” kanske inte ter sig helt klart. Men genom att läsa vapenförbättringsbrevet som sönerna fick år 1686 kan man utläsa: ”...dheras framlidne Faders Då warande Befallningsmannens men sedermera vice Lagmannens och Comissariens Joen Larsson Biörnbergs långlige och trogne giorde tiänster både uti sine ordinarie ämbetes beställningar jämmwähl med giemene allmogens anförande emot dhe Danske uti den Anno 1642, 1643 och 1644 pågående Feihden samt åtskillige Ryttares och Dragouners uthrustande på egen bekåstnad till Riksens tiänst och försvar...”.
Släkten Björnberg blev redan efter några generationer mångförgrenad. Huvudgrenarna utgår från två söner, kaptenen Anders Björnberg och hans yngre bror kaptenen Gunnar Björnberg. Huvudmannen för släkten härstammar från Anders Björnbergs sonsons son David Björnberg som var skolmästare vid Kronobergs regemente.

## Friherrliga ätten Björnberg
Friherrlig 1751, introducerad 1752 och utslocknad 1790.
Joen Larsson Björnbergs son Carl Björnberg (1656–1721) var överste för Kalmar regemente och ledde bland annat sitt regemente vid slaget vid Helsingborg 1710. Han var gift med Catharina Elisabeth Piper, dotter till ståthållaren Henrik Piper och Catharina Loos, och halvsyster till Gustaf Abraham Piper. Makarnas ende son, Carl Björnberg (1696–1775) upphöjdes i friherrlig värdighet den 21 november 1751 i samband med Adolf Fredriks kröning. Ätten introducerades den 8 juni 1752 under nr 237.
Friherre Carl Biörnberg var vid tiden för upphöjandet i friherrlig värdighet överste och kommendant för Nya Elfsborgs fästning. Han blev sedermera generallöjtnant och kommendant på Sveaborg i Helsingfors men avsattes från sin position i samband med Gustav III:s statsvälvning 1772. Han begravdes i ett gravkor på Klara Norra Kyrkogård i Stockholm.
Friherre Björnberg var gift med Anna Kristina Skurezewska, vars far Johan Antoni Skurezewski var en polsk löjtnant som förts till Sverige som krigsfånge. Makarna fick bara ett barn, majoren Carl Biörnberg (1735–1790), som grundade Coldinuorden i Sverige, en orden som fortfarande finns kvar i Stockholm, Göteborg och Karlskrona och som år 1987 återupprättades i Helsingfors (1766–1806 på Sveaborg). Med honom utdog 1790 den friherrliga ätten. Han begravdes jämte sin far på Klara Norra Kyrkogård. Ett tryckt tal som författades av Axel Gabriel Silverstolpe och som hölls av friherre Knut Leijonhufvud i samband med begravningen finns på Kungliga Biblioteket.